# Independentismo galés

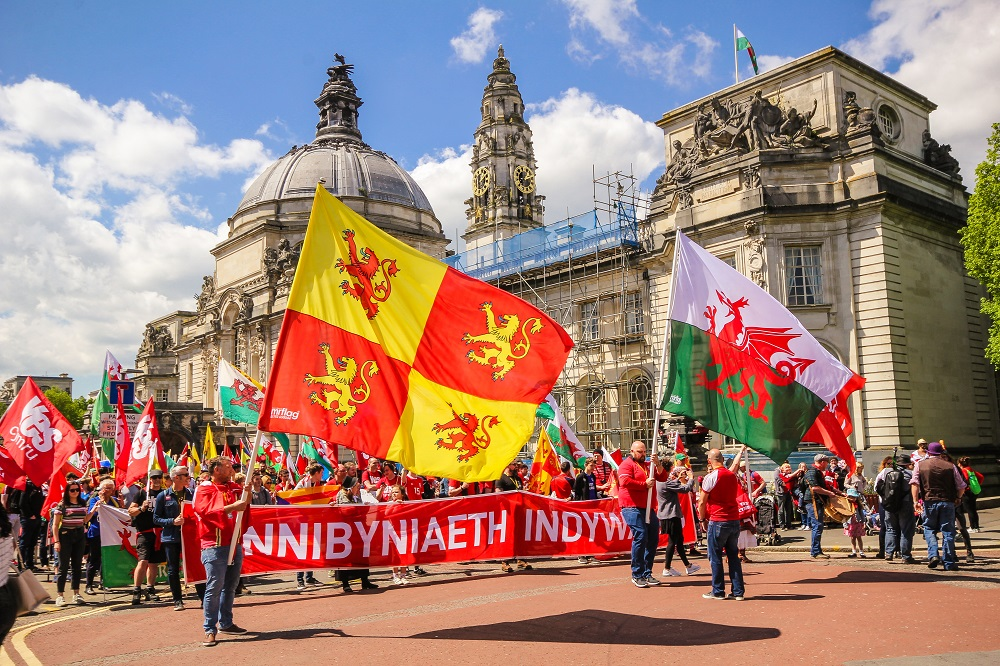
Marcha por la Independencia de Gales en Cardiff, mayo de 2019

El independentismo galés es el movimiento de Gales hacia la soberanía y el control político total de Gales.

## Temas de discusión

### Problemas de Westminster
Desde las elecciones generales de 2019, 40 de los 650 escaños de la Cámara de los Comunes se encuentran en Gales. Gales tiene el tamaño de distrito electoral más pequeño en promedio, con 56.000 votantes por diputado, en comparación con los 72.200 por diputado de Inglaterra. 
Las propuestas reveladas por la Comisión de Límites en 2020 reducirían el número de escaños de Gales de 40 a 32 como parte de los esfuerzos para igualar el tamaño de los distritos electorales. 
Los partidarios de la independencia de Gales suelen citar el pequeño número de escaños en Gales para justificar la independencia. Creen que esto limita la capacidad de Gales para contribuir a la toma de decisiones políticas dentro del Reino Unido.   
La insatisfacción con la Cámara de los Lores, donde los miembros son nombrados en lugar de elegidos, también se ha citado como una razón para la independencia.   
Otras críticas al sistema de Westminster incluyen :
- El gobierno de Westminster no es necesariamente por el que votó Gales
- El sistema de votación por mayoría simple en Westminster garantiza que un partido pueda alcanzar la mayoría con sólo tres de cada diez votantes.
- El desinterés de Westminster por las cuestiones galesas y la falta de inversión en Gales
- Los poderes de transferencia de poderes de Gales son limitados y el gobierno del Reino Unido se niega a conceder más transferencias, por ejemplo la transferencia de los derechos de los pasajeros aéreos.
- Más de 200 cuestiones gubernamentales se deciden fuera de Gales, por ejemplo el desarrollo de la producción y la radiodifusión de energía.
- Sin voz en guerras extranjeras
- Westminster conserva la soberanía parlamentaria y los poderes delegados pueden retirarse [9] [10]

### Potestades

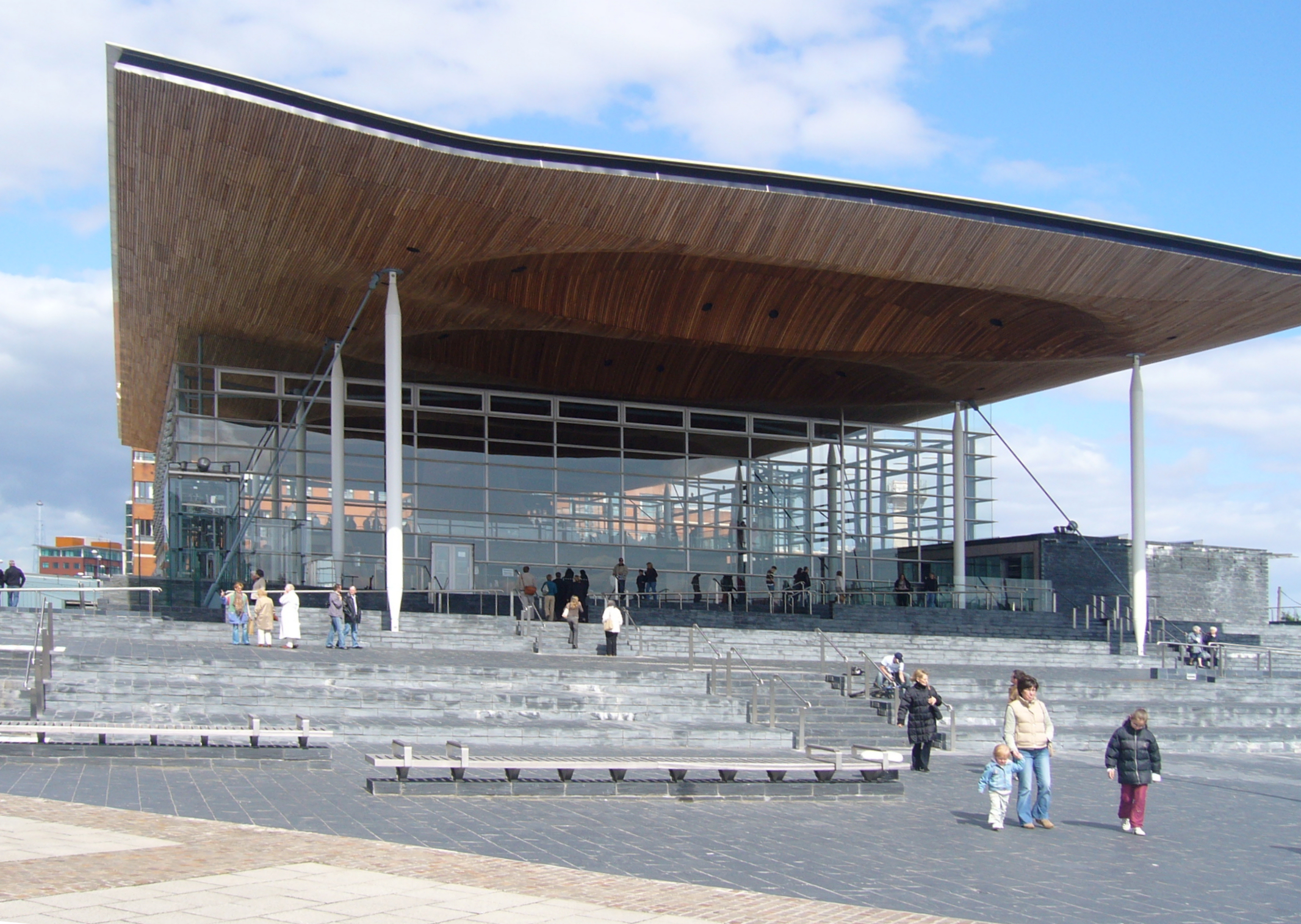
Parlamento de Gales (Senedd Cymru)

Uno de los puntos centrales planteados por los partidarios de la independencia es que convertirse en un país independiente permitiría a Gales tomar sus propias decisiones en áreas políticas como política exterior, impuestos y otras cuestiones que actualmente no han sido descentralizadas.    También se sugirió que el gobierno galés sería capaz de ser plenamente responsable de una Gales independiente y que sólo el electorado de Gales tendría representación política únicamente y elegiría un gobierno votado únicamente por Gales.  
Otros poderes propuestos incluyen :

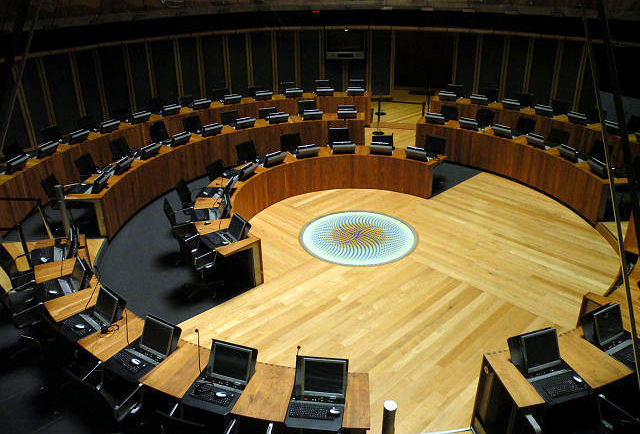
Cámara de Debate, Parlamento de Gales (Senedd Cymru)

- La capacidad de desarrollar infraestructuras como el transporte y la banda ancha.
- La capacidad de construir grandes proyectos energéticos para producir electricidad que pueda venderse.
- Crear una constitución galesa útil, que incluya los derechos humanos y los derechos dentro del sistema de justicia.
- Control de Crown Estate para proporcionar ingresos a Gales y potencial para una producción de energía aún más ecológica
- Hacer que Gales sea más segura separándose de los asuntos exteriores británicos
- Opción de ser incluido en el Área Común de Viajes del Reino Unido e Irlanda.
- Un sistema de inmigración dedicado [14] [15]

### Economía y comercio
La independencia de Gales también le daría a Gales mucho más control sobre su economía. Los partidarios de la independencia dicen que esto permitiría a Gales prosperar como país independiente.   
La investigación y el análisis realizados por el profesor John Doyle de la Universidad de la ciudad de Dublín mostraron que el saldo presupuestario de Gales de £2,6 mil millones en ' Los inicios de una Gales independiente. » rondaría los 2.600 millones de libras esterlinas, cifra muy inferior a la cifra frecuentemente citada de 13.500 millones de libras esterlinas. Esto es menos de 3,4 % del PIB, frente a una media del 3,2 % para los países de la OCDE [Organización para la Cooperación y el Desarrollo Económico] en 2019. 
Se ha sugerido que Gales podría aprender del éxito de la República de Irlanda tras su independencia del Reino Unido. En 1922, Irlanda era muy dependiente financieramente de Gran Bretaña. Irlanda se habría beneficiado de su membresía en la UE en 1973 y en el Fondo Monetario Internacional y habría experimentado un crecimiento económico conocido como el Tigre Celta a partir de los años 1990. También se observó que Gales se encontraba en una mejor situación económica que Irlanda en la década de 1920, cuando obtuvo su independencia. 
Otros argumentos económicos presentados a favor de la independencia incluyen :
- Flexibilidad económica, más apertura al comercio y mejor adaptación a un shock económico al ser un país relativamente pequeño, como lo demuestra el efecto Flotilla.
- Control total del poder económico
- Poderes para pedir dinero prestado
- La posibilidad de crear un banco de desarrollo
- La capacidad de desarrollar una tasa impositiva competitiva para atraer industrias.
- Un sistema de regulación bancaria, diseñado para proteger a los ciudadanos y no sólo a los bancos
- Abordar el déficit presupuestario de Gales y remodelar la economía galesa
- No se publican las exportaciones internas de Gales al Reino Unido. Estos podrían ser importantes
- Opciones de moneda : libra esterlina, libra galesa o euro, todas con ventajas y desventajas [21] [22]

### Cultura y deporte

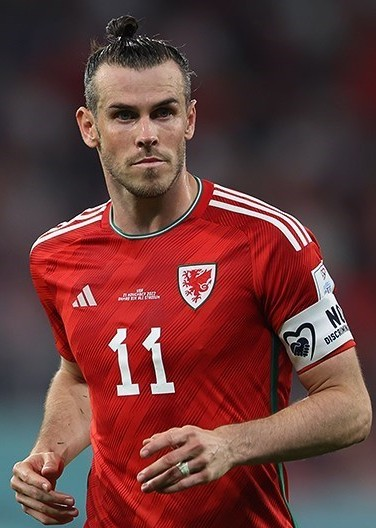
Gareth Bale en la Copa Mundial de la FIFA

- Poderes durante los días festivos, incluido el día de San David [23]
- Protegiendo la cultura galesa
- La formación de un equipo olímpico para Gales y un equipo de críquet de Gales que podría ser de gran beneficio para Gales.
- Proteger el idioma galés [24] [25]

### La Unión Europea
En 2021, 44 % estaba a favor de la reunificación con la Unión Europea, frente al 38 % contra. 

### Apoyo
En agosto de 2023, el 33% de los habitantes de Gales apoyaban la independencia según una encuesta, el 53% estaba en contra y el 14% no estaba seguro.  Esta cifra aumentó de 12 % a favor en 2014 con 72 % en contra y 10 % incierto. 